# Ibrahim Müteferrika

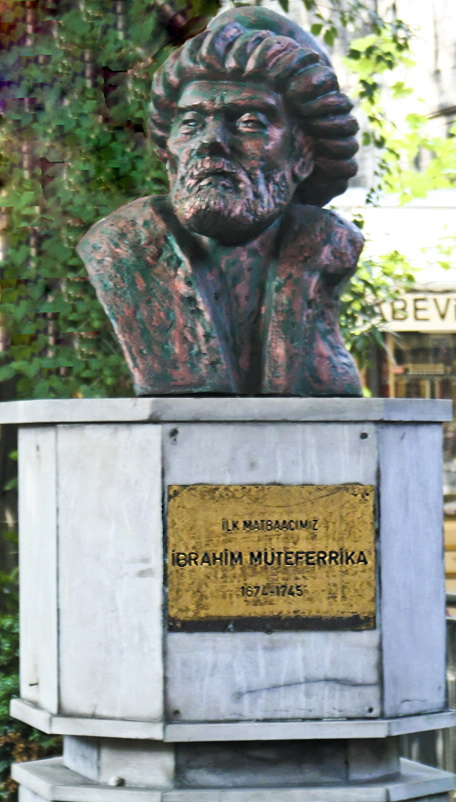
Ibrahim Müteferrika szobra Isztambulban a nagybazár oldalában

Ibrahim Müteferrika (Kolozsvár, kb. 1674 – kb. 1745) az első török nyomda magyar származású megalapítója.

## Élete
Születéséről és életének itthoni szakaszáról nem maradtak fenn megbízható adatok. Az egyik változat szerint a református papnak készülő fiatalember 1693–1694 körül, tizennyolc éves korában egy portyázó török csapat fogságába esett, akik eladták az isztambuli rabszolgapiacon. A fogságban megtanult törökül, arabul és perzsául, muszlim hitre tért, így felszabadult. A muzulmán vallással egy időben felvette az Ibrahim nevet. A másik változat szerint unitárius vallású lévén, a kolozsvári templom és iskola bezárása (1689) után önként emigrált Törökországba. Egyes kutatók szerint azonban eredetileg szombatos volt.
1715-ben készült Értekezések az Iszlámról (Riszále-i Iszlámije) című apologetikus munkájából tudjuk, hogy Kolozsváron született és a kolozsvári kálvinista kollégium diákja volt. Itt papi pályára készült és a könyvnyomtatásban is gyakorlatot szerzett. Az iszlám hit hatására írta az előbb említett Értekezések az Iszlámról című munkáját, melyre a nyugati műveltségű Ibrahim pasa felfigyelt. A nagyvezír 1717-ben müteferrikává nevezte ki. A müteferrika eredetileg egy hivatali tisztséget jelentett. Ez a személy a szultán díszkíséretére rendelt testőrgárda tagja volt. Feladatukhoz tartozott a szultáni rendeletek továbbítása is. Emellett tolmácsként is tevékenykedett.
1717 után Nándorfehérvárra került, ahol II. Rákóczi Ferenc menekülő csapatai gyülekeztek. Majd a porta megbízásából Bécsben folytatott tárgyalásokat Savoyai Jenő herceggel. Ő volt II. Rákóczi Ferenc török tolmácsa és titkára annak törökországi bujdosása alatt, 1718-tól egészen a fejedelem 1735-ben bekövetkezett haláláig.
Az első török nyomdát Konstantinápolyban Müteferrika nyitotta meg 1727-ben III. Ahmed szultán engedélyével. 1732-ben átadta I. Mahmud szultánnak Az ész érvei a Nemzetek Politikája részére című könyvét. Ez a könyv a muszlimokat azóta is foglalkoztató kérdést teszi fel: hogy lehet az, hogy az európai nemzetek, melyek olyan gyengék voltak a muszlimokhoz képest a múltban, a modern időkben akkora területekre terjesztik ki hatalmukat, még az egykor győzelmes oszmán hadseregeket is legyőzve? Müteferrika széles körű választ adott erre a kérdésre. Anglia és Hollandia parlamentáris rendszerére,  az európaiak amerikai és távol-keleti terjeszkedésére utalt. Megemlítette azt is, hogy az Oszmán Birodalomban a saría (az egyházi jog), míg az európaiak számára a racionális alapokon nyugvó törvények és szabályok voltak irányadóak. A legfontosabbnak azonban a török katonai fejlesztések elmaradását tartotta. Müteferrika ily módon próbálta meggyőzni a szultánt arról, hogy az Oszmán Birodalomnak alkalmaznia kell az európai tudományos forradalom és a felvilágosodás eredményeit. Így történhetett az is, hogy 1727-ben Müteferrika alapíthatta az Oszmán Birodalom első könyvnyomdáját, majd egy évre rá, 1728-ban kiadhatta első – mozgatható arab betűkkel készült – könyvét, a Van Kulu szótárt. 1732-ben kiadta a számos angol és latin munkát tartalmazó gyűjteményes munkát a Fuyuzat-i miknatisiyet.   1726-27-ben kapta a Baszmadzsi (Nyomdász) Ibrahim nevet. Betűmetszőket, öntőket és nyomdászokat Bécsből hozattak a birodalomba. II. Bajazid 1483-ban megtiltotta az arab nyelvű nyomdászatot az Oszmán Birodalom egész  területén, majd 1515-ben I. Szelim megerősítette a tilalmat. A 16-17. században már működtek nyomdák Isztambulban, de ezekben héber,  örmény és görög munkákat jelentettek meg. A nyomda eleinte Müteferrika házában működött, majd egy lázadás után áttelepítették a nagyvezír házába. A nyomda 1732-ig volt üzemben.
Müteferrika utolsó munkája egy kelet–nyugati szótár lett volna, de ezt halála miatt már nem fejezhette be. A kerengő dervisek Galip Dede kolostorának kertjében temették el. Törökországban és Erdélyben az emlékét a mai napig tiszteletben tartják.

## Nyomtatványai
A Török Nemzeti Könyvtár összegyűjtötte az Ibrahim Müteferrika  által nyomtatott könyveket, műhelyében megjelent nyomtatványokat. Tizenhét török nyomtatványt tartanak nyilván kiadványaiból, ezek közül tizenhárom 1729–1735 között készült, a maradék négy pedig 1740–1742-ben. Az értékes gyűjtemény huszonhárom kötetből áll, a könyvek összpéldányszáma 12 000-re tehető.
A nyomtatványok közül elsőként említhetjük Muhtar as-Sahah két kötetes arab-török szótárát, amelyet fordítója után Vankuli szótárnak neveznek. A másik nagy jelentőségű Katib Celebinek a tengeri háborúkról írt műve, melyben öt rézmetszetes térkép is látható. 1730-ban történeti, orientalista témájú könyveket nyomtatott, ezek közül fontos megemlíteni az utazó históriáját, Tercemei tarihi seyyah, mely az 1720-as afgán–perzsa háborúról szól. A következő Nyugat-India története, melynek érdekessége, hogy egy Ptolemaiosz Klaudiosz utáni csillagászati térképpel rendelkezik. Fontos megemlíteni Tahiri Timur gürgán-t, mely Timur Lenk históriáját tartalmazza. A régi és új Egyiptom történetét pedig a Tahiri Misrilcedid tartalmazza. A Kalifák rózsakertje Bagdad történetét tárgyalja.
A történeti munkákon kívül megjelentetett egy franciáknak szánt török nyelvkönyvet is (Grammaire Turque). Ibrahim Usulülhikem finizamilümen című könyve a népek kormányzásához való alapvető ismeretekről értekezik. A latin munkákból összeírt Füyuzati miknatisiyye a mágneses kisugárzásról szóló, 23 levélből álló kötete. A leghíresebb nyomtatványa pedig a Cihannüma, mely világföldrajzi ismereteket nyújt. A szerző más arab, latin és perzsa auktorok tudományos műveiből állította össze művét: többek között Gerhard Mercator, Abraham Ortelius és Philipp Cluver munkásságát használta fel.
Ibrahim munkásságának a második szakaszára a következő nyomtatványok jellemzők. A Tarihi Rasit egy történeti sorozat kezdete, amelyben 1660–1721-ig terjedő időszakot mutatja be Muhamed Rasit Efendi birodalmi történetíró. A befejező kötete címe pedig Tahiri Celebizade. Ez 1721–1741-ig íródott, szerzője Seyh Asim Efendi. Az 1736–1739-es boszniai háborúról Omer Efendi ad képet Ahvali gazavat der díyari Bosna címmel. 
Utolsó ismert nyomtatványa egy kétkötetes perzsa nyelvkönyv, melynek címe Kitabi lisanül Acem, szerzője Suuri Hasan Efendi.